# 羽後地震
座標: 北緯39度54分 東経139度54分 / 北緯39.9度 東経139.9度
羽後地震（うごじしん）は、1810年9月25日（文化7年8月27日）に、出羽国の男鹿半島（後の羽後国、現在の秋田県男鹿市）付近を震央として発生した、M6.5±1⁄4の地震。脇本などで、現在の震度にして震度7相当の揺れであったと推定されている。地盤の液状化が発生したと推定されている。
南秋田郡で死者59名、潰家1,078棟。山本郡で潰家51棟の被害が出た。死者57名、全潰1,003棟とする資料もある。なお、地震学者の宇津徳治は死者60人・負傷者120人としている。
この地震は男鹿大地震とも言う。この年、5月頃から鳴動があり、8月始めからは八郎潟の水の色が変化し、ボラが多く死亡した。7月中旬頃からは地震が頻発し、8月25・26日頃には日に70回程度の地震が起きていた。9月25日にはM6.5と想定される大地震が発生した。寒風山を中心に被害が発生し、山崩れが多く地割れより泥が噴出した。被害は死亡者が57名（163名とも）、負傷者116名、全壊1,003棟、半壊400棟、大破387棟、焼失5棟(佐竹氏北家の『北家日記』による)であった。男鹿市北浦の温泉湧出が止まり、八郎潟の西岸の松木沢と払戸間が約1 m隆起した。現能代市の浜浅口と黒岡両村で全壊6棟であった。寒風山の山頂付近の地震塚には「変死亡霊供養塔」が建てられた。
菅江真澄はこの地震を男鹿滝川村で経験し、大地震前後の詳細な状況を『牡鹿の寒かぜ』に記録しつつ、大地震直後の寒風山東麓を巡っている。